# 石頭坑 (苗栗縣)
石頭坑，是臺灣苗栗縣苑裡鎮的一個傳統地域名稱，位於該鎮東南部。相較於今日行政區，其範圍大致為石鎮里不含西北部凸出部分的東北部。

## 歷史
台灣清治末期至日治初期，石頭坑地區為一街庄，稱為「石頭坑庄」，隸屬於苗栗二堡。該庄西北端深入山腳庄內部，北與大埔庄為鄰，東北及東與芎蕉坑庄為鄰，東南與拐仔湖庄為鄰，南邊及西南邊為南勢林庄。
1901年（日治明治三十四年）11月，該庄隸屬於苗栗廳。1909年（明治四十二年）10月，改隸屬於新竹廳。1920年（大正九年），該庄改制為「石頭坑」大字，隸屬於新竹州苗栗郡苑裡庄，大字下有「石頭坑」、「新厝子」小字名。1943年，苑裡庄升格為苑裡街。
戰後苑裡街改制為苑裡鎮，隸屬於苗栗縣，大字亦改制為里。

## 交通
鄉道苗50線是石頭坑地區內部主要的連絡道路，鄉道苗43線是本地區西北端通往山腳、舊社的連絡道路。

## 運動休閒設施
- 全國花園鄉村俱樂部（高爾夫球場）